# Carl Millöcker

Carl Millöcker, 1865

Carl Joseph Millöcker (auch: Karl Millöcker) (* 29. April 1842 in Wien (Laimgrube); † 31. Dezember 1899 in Baden bei Wien) war ein österreichischer Operettenkomponist.

## Leben und Wirken

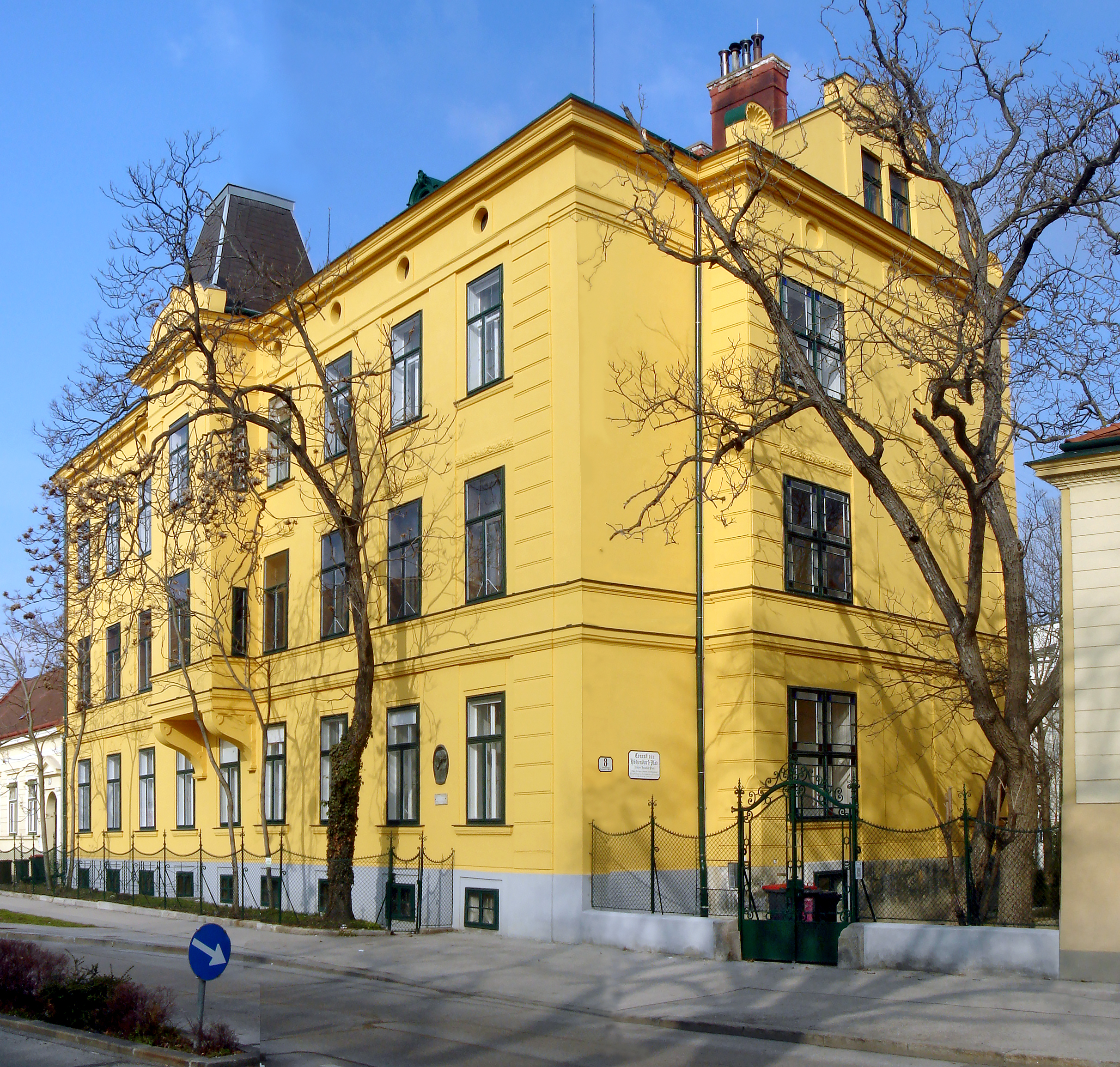
Wohn- und Sterbehaus, Baden bei Wien, Conrad-von-Hötzendorf-Platz 8 (früher: Bahnhofplatz 8)

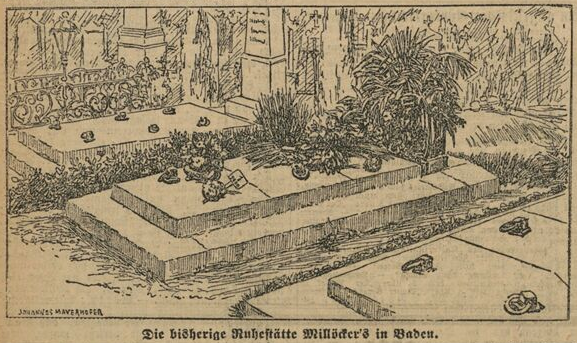
Carl Millöckers Grab am Ortsfriedhofs St. Helena (Baden) nach einer Zeichnung von Johannes Mayerhofer im Illustrirten Wiener Extrablatt vom 28. Oktober 1900

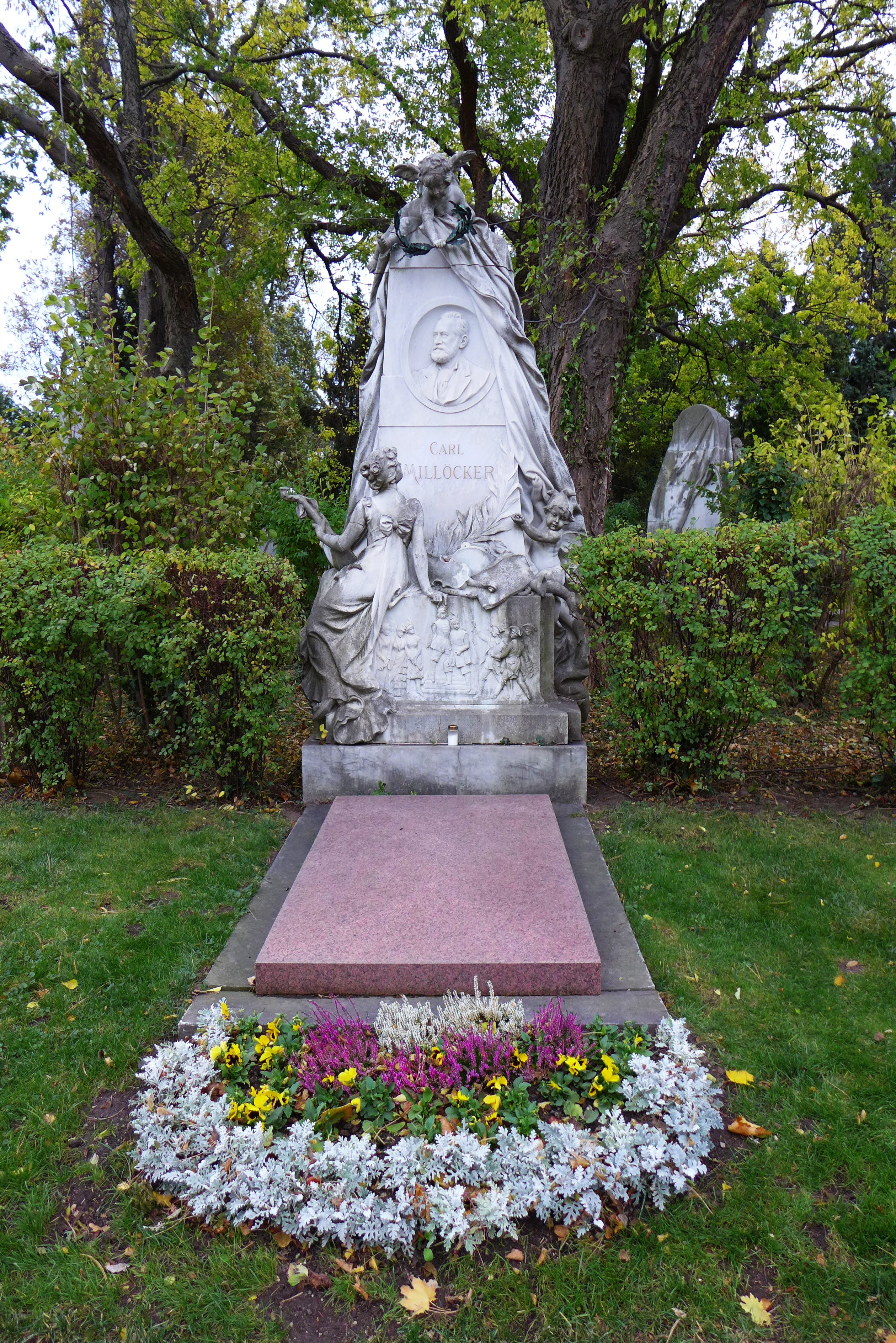
Grabstätte von Carl Millöcker auf dem Wiener Zentralfriedhof

Carl Millöcker, Sohn des Goldarbeiters Carl Franz Millöcker und dessen Frau Maria, geb. Laber, begann schon in frühen Jahren mit dem Spielen der Flöte. Er war Schüler des Konservatoriums der Gesellschaft der Musikfreunde in Wien (heute Universität für Musik und darstellende Kunst Wien) und wurde bereits mit 16 Flötist im Theater in der Josefstadt unter Franz von Suppè. Auf dessen Empfehlung wurde er 1864 als Theaterkapellmeister am Thalia-Theater in Graz engagiert, wo er seine ersten (einaktigen) Operetten Der tote Gast und Die lustigen Binder zur Ausführung brachte. In gleicher Eigenschaft kam er 1866 an das Harmonietheater in Wien, wo er die Bekanntschaft mit Ludwig Anzengruber machte. In Wien hatte er u. a. den Einakter Diana auf die Bühne gebracht (1867 im Harmonietheater), ein vollendetes gemeinsames Werk mit Anzengruber kam jedoch wegen der wirtschaftlichen Situation des Theaters nicht auf die Bühne; danach war er kurze Zeit am deutschen Theater in Pest tätig. Dort hatte u. a. seine dreiaktige Operette Die Fraueninsel Premiere.
Im Jahre 1869 wurde er als Zweiter Kapellmeister ans Theater an der Wien berufen. Diese Stelle bekleidete er, bis es ihm der Erfolg des Bettelstudenten ab dem Jahr 1883 ermöglichte, als freischaffender Komponist zu leben. Während dieses Zeitraums schrieb er außer einer großen Anzahl von Possenmusiken eine Reihe von Operetten, wie: Der Regimentstambour (1869), Ein Abenteuer in Wien (1870), Das verwunschene Schloß (mit Gesängen in oberösterreichischer Mundart, 1877), Gräfin Dubarry (1879, Neufassung von Theo Mackeben als Die Dubarry 1931), Apajune, der Wassermann (1880), Die Jungfrau von Belleville (1881) und endlich den unzählige Male aufgeführten Bettelstudenten (1882), der Millöckers Ruf vorzugsweise begründete, und dem Gasparone (1884), Der Feldprediger (1885), Die Sieben Schwaben (1887), Der arme Jonathan (1890), Das Sonntagskind (1892), Der Probekuß (1894) und Nordlicht (1896) nachfolgten.
Unter dem Titel Musikalische Presse gab Millöcker von September 1873 bis Dezember 1875 Monatshefte mit Klaviermusik heraus, darunter auch eigene Klavierstücke. Im 2. Jahrgang veröffentlichte er erstmals Mozarts Ballettmusik zur Pantomime Les petits riens (KV 299b).
Millöcker war Freimaurer. Er wurde 1875 in die Loge „Zukunft“ in Pressburg (heute: Bratislava) aufgenommen.
Millöcker hatte, laut Aufzeichnungen in seinem Tagebuch, am 8. Jänner 1892 einen „leichten Schlaganfall“ erlitten. Von 1891 bis 1899 verbrachte er mit seiner Lebensgefährtin und späteren Ehefrau, Caroline Hofschneider († 7. Dezember 1901 in Liesing), sowie „Köchin und Stubenmädchen“ die Monate Mai bis spätestens Oktober in Baden bei Wien in einem ehemaligen, nahe der Weilburg in der Albrechtsgasse 6 gelegenen „Hauerhäuschen“, dessen großen Garten er mit tropischen wie mediterranen Pflanzen „verschönerte“ und wo er in den Jahren seines Aufenthalts die Musik zu seinen zwei letzten Operetten schrieb. Nach dem im September 1899 gefassten Beschluss, nicht nach Wien zurückzukehren, bezog Millöcker „eine für den Winteraufenthalt geeignetere, dem Bahnhof näher gelegene Wohnung“ am Bahnhofplatz Nr. 8 (heute: Conrad-von-Hötzendorf-Platz 8); – dem kommenden „Trauerhaus“.

## Tod und Nachlass

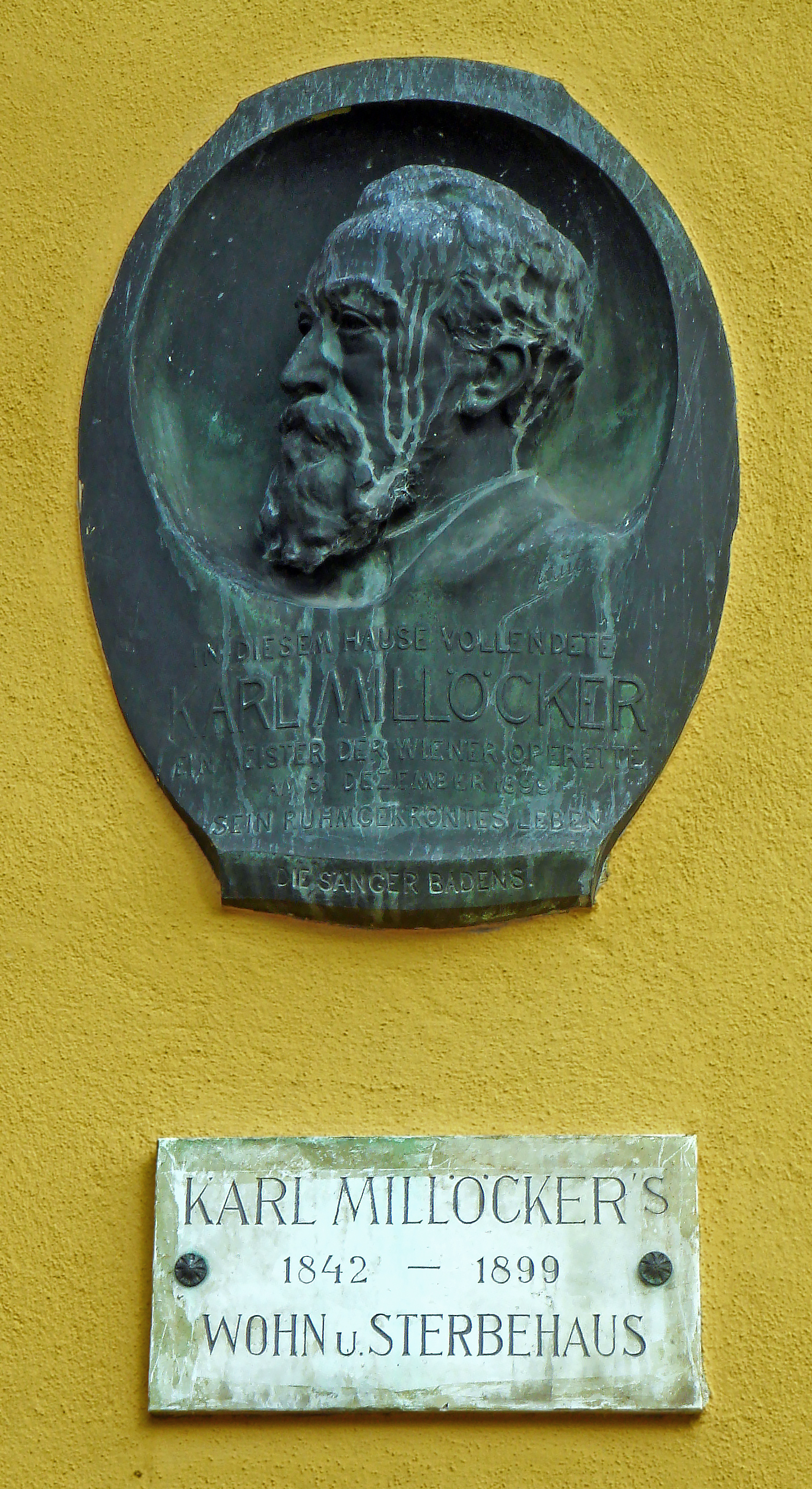
Gedenktafel aus 1925 am Wohn- und Sterbehaus in Baden bei Wien

Am 29. Dezember 1899 erlitt Millöcker einen ihn halb lähmenden Schlaganfall, an dessen Folgen er gegen 2:30 Uhr am 31. Dezember 1899 verstarb.

„Aus dem ehedem so glänzenden Dreigestirn der Wiener Operette Suppé [sic!], Johann Strauß, Millöcker ist jetzt auch der letzte Name erloschen. Die erste musikalische Trauerbotschaft des neuen Jahres verkündet den in Baden bei Wien am 31. December 1899 erfolgten Tod Carl Millöcker's. Seinem großen Collegen Johann Strauß ist Millöcker kaum sieben Monate später in das Grab nachgefolgt. Kein so espritvoller, feiner Kopf wie Suppé, keine geniale Vollblutsnatur wie Strauß, besaß doch auch Millöcker seine Eigenart: ein ungemein liebenswürdiges, graciöses, in der Wiener Volksthümlichkeit wurzelndes melodisches Talent.“

Millöcker – der letzte Komponist aus dem Dreigestirn Suppè-Strauß-Millöcker – wurde am 2. Jänner 1900 nach einer Trauerfeier in der protestantischen Kirche, Baden, in der Kapelle des Ortsfriedhofs St. Helena eingesegnet und dort am 7. Jänner 1900 „provisorisch“ bestattet. Die Umbettung in das ihm auf dem Wiener Zentralfriedhof zugedachte Ehrengrab (Gruppe 32 A, Nummer 35) erfolgte am 27. Oktober 1900; das Grabdenkmal schuf der Bildhauer Josef Tuch.
Millöcker, der am 7. Juli 1865 in Graz die Koloratursängerin Karoline Kling (1844–1874) geheiratet hatte und sich von dieser nach einem Jahr trennte, bestimmte als Universalerbin seine zweite Frau, Caroline; per testamentarischer Verfügung hinterließ er sämtliche seiner Originalpartituren dem Badener städtischen Museum. Ein weiterer Teil seines Nachlasses gelangte nach dem Tod seiner Tochter Emma Gärdtner 1956 in die Wienbibliothek im Rathaus.

## Auszeichnungen, Ehrungen, Preise (Auswahl)
- 1900: Die Millöckergasse wurde nach ihm benannt. Die zuvor als Theatergasse bezeichnete Straße verbindet rechts neben dem Theater an der Wien die Linke Wienzeile mit der Lehárgasse. Hier befindet sich das ehemalige Hauptportal des Theaters, das Papagenotor.
- 1913: Millöckergasse, Baden bei Wien.[16]
- 1925: Am 10. Mai wurde eine am Sterbehaus angebrachte, von den Badener Sängern gewidmete und von Hans Mauer ausgeführte Gedenktafel feierlich enthüllt.[17][18]
- 1937: Enthüllung einer Gedenktafel am Haus Gumpendorfer Straße 17 in Wien 6, Mariahilf, an dessen Stelle sein Geburtshaus stand.
- 1949: Im Gedenken an den 50. Todestag Millöckers erschien eine Sonderpostmarke.[19]
- 1965: Benennung des Gasparonewegs in Wien-Favoriten (Rothneusiedl).
- 1992: Aus Anlass des 150. Geburtstages der Operettenkomponisten Carl Zeller und Carl Millöcker legte die österreichische Post (zum Nennwert von 6,00 ÖS) eine Sonderpostmarke auf (erster Ausgabetag war der 30. April 1992).[20]
- In Stuttgart sind nach Millöcker eine Straße und die gleichnamige Haltestelle der Stadtbahn Stuttgart (Linie U2) benannt.
- Millöckergasse in Dornbirn, Vorarlberg

## Werke
Bühnenwerke
| Titel                                                    | Gattung   | Akte                | Libretto                                                                                                  | Uraufführung       | Ort, Theater                         |
| -------------------------------------------------------- | --------- | ------------------- | --- | ------------------ | ------------------------------------ |
| Der tote Gast                                            | Operette  | 1 Akt               | Ludwig Harisch, nach einer Romanze von Heinrich Zschokke                                                  | 11. Februar 1865   | Graz, Thalia-Theater                 |
| Die beiden Binder                                        | Operette  | 1 Akt               | Gustav Stoltze                                                                                            | 21. Dezember 1865  | Graz, Thalia-Theater                 |
| Diana                                                    | Operette  | 1 Akt               | Josef Braun                                                                                               | 2. Jänner 1867     | Wien, Harmonietheater                |
| Der Sackpfeifer                                          | Operette  | 1 Akt               | Ludwig Anzengruber                                                                                        | 19. September 2015 | Strasshof, KUMST                     |
| Der Dieb                                                 | Operette  | 1 Akt               | Alois Berla                                                                                               | 1868/1869          | Pest (Stadt), Deutsches Theater Pest |
| Die Fraueninsel                                          | Operette  | 3 Akte              | Cogniard nach Le royaume des femmes von Théodore und Hippolyte Cogniard                                   | 1868/1869          | Pest, Deutsches Theater              |
| Der Regiments-Tambour                                    | Operette  | 2 Akte              | Heinrich Börnstein                                                                                        | 23. Oktober 1869   | Wien, Theater in der Josefstadt      |
| Abenteuer in Wien                                        | Singspiel | 3 Akte              | Alois Berla                                                                                               | 20. Jänner 1873    | Wien, Theater an der Wien            |
| Das verwunschene Schloß                                  | Operette  | 5 Akte              | Alois Berla                                                                                               | 30. März 1878      | Wien, Theater an der Wien            |
| Gräfin Dubarry (1931 in Berlin umbenannt in Die Dubarry) | Operette  | 3 Akte              | Richard Genée und F. Zell                                                                                 | 31. Oktober 1879   | Wien, Theater an der Wien            |
| Apajune, der Wassermann                                  | Operette  | 3 Akte              | Richard Genée und F. Zell                                                                                 | 18. Dezember 1880  | Wien, Theater an der Wien            |
| Die Jungfrau von Belleville                              | Operette  | 3 Akte              | Richard Genée und F. Zell, nach La pucelle de Belleville von Paul de Kock                                 | 29. Oktober 1881   | Wien, Theater an der Wien            |
| Der Bettelstudent                                        | Operette  | 3 Akte              | Richard Genée und F. Zell, nach Fernande von Victorien Sardou, und Le Guitarréro von Halévy/Eugène Scribe | 6. Dezember 1882   | Wien, Theater an der Wien            |
| Gasparone                                                | Operette  | 3 Akte              | Richard Genée und F. Zell                                                                                 | 26. Jänner 1884    | Wien, Theater an der Wien            |
| Der Feldprediger                                         | Operette  | 3 Akte              | Hugo Wittmann und Alois Wohlmuth, nach Das seltsame Brautgemach von Gustav Schilling                      | 31. Oktober 1884   | Wien, Theater an der Wien            |
| Der Vice-Admiral                                         | Operette  | 1 Prolog und 3 Akte | Richard Genée und F. Zell                                                                                 | 9. Oktober 1886    | Wien, Theater an der Wien            |
| Die sieben Schwaben                                      | Volksoper | 3 Akte              | Hugo Wittmann und Julius Bauer                                                                            | 29. Oktober 1887   | Wien, Theater an der Wien            |
| Der arme Jonathan                                        | Operette  | 3 Akte              | Hugo Wittmann und Julius Bauer                                                                            | 4. Jänner 1890     | Wien, Theater an der Wien            |
| Das Sonntagskind                                         | Operette  | 3 Akte              | Hugo Wittmann und Julius Bauer                                                                            | 16. Jänner 1892    | Wien, Theater an der Wien            |
| Der Probekuss                                            | Operette  | 3 Akte              | Hugo Wittmann und Julius Bauer                                                                            | 22. Dezember 1894  | Wien, Theater an der Wien            |
| Das Nordlicht                                            | Operette  | 3 Akte              | Hugo Wittmann                                                                                             | 2. Dezember 1896   | Wien, Theater an der Wien            |
| Cousin Bobby Pasticcio arrangiert von Ernst Reiterer     | Operette  | 3 Akte              | Benno Jacobsohn und Franz Wagner, Bearbeitung von Bertram Sänger                                          | 1906               | Wien                                 |

Sonstige Werke
Neben seinen über 100 Bühnenwerken (Operetten, Singspiele, Musik zu Possen etc.) komponierte Millöcker Klavierstücke, etwa 90 Lieder, Tänze und Märsche, Chöre, Kammermusik und arrangierte Musik anderer Komponisten für Orchester, Klavier (zwei- und vierhändig) bzw. Kammermusikbesetzungen.